# State Line (Idaho)
State Line – miasto w Stanach Zjednoczonych, w stanie Idaho, w hrabstwie Kootenai. Jedna z najmniejszych miejscowości (37 osób w 2023 r.) w stanie Idaho.